# Iwan Iwanow (ur. 1986)
Iwan Iwanow (bułg. Иван Иванов; ur. 24 sierpnia 1986) – bułgarski zapaśnik walczący w stylu klasycznym. Olimpijczyk z Pekinu 2008, gdzie zajął trzynaste miejsce w kategorii 120 kg.
Trzykrotny uczestnik mistrzostw świata, ósmy w 2011, a piętnasty w 2007 i 2009. Piąty na mistrzostwach Europy w 2010. Czwarty w Pucharze Świata w 2011; piąty w 2013 i siódmy w 2006. Trzeci na akademickich MŚ w 2010. Wicemistrz świata i brązowy medalista ME juniorów w 2006 roku.
- Turniej w Pekinie 2008

Przegrał z Yannickiem Szczepaniakiem z Francji i odpadł z turnieju.